# Manifestations consécutives à la mort de Mahsa Amini
Les manifestations consécutives à la mort de Mahsa Amini sont une série de manifestations qui commencent en Iran après la mort de Jina Mahsa Amini, une Kurde iranienne, décédée le 16 septembre 2022 après avoir été détenue par la « police de la moralité ». Les manifestations s'étendent dans les jours qui suivent dans plusieurs villes de la province du Kurdistan, dont la capitale Sanandadj, puis, plus largement, dans plusieurs des principales villes du pays, dont Téhéran et Machhad,. Durant plusieurs rassemblements, les manifestants dénoncent les violences des autorités exercées contre les femmes. De nombreuses manifestantes enlèvent leur voile, obligatoire dans l'espace public en Iran, pour protester contre le régime d'apartheid sexuel de la république islamique d'Iran, et dont le voile a été l'un des instruments.
Ce mouvement de protestation est inédit, en cela qu'il traverse toutes les classes sociales et s'étend à tout le territoire (provinces périphériques telles que le Kurdistan, le Sistan-et-Baloutchistan et la province d'Azerbaïdjan occidental). Il se caractérise également par la jeunesse des manifestants et par sa radicalité : au-delà de l'égalité entre les femmes et les hommes, les manifestants demandent explicitement le changement du régime présidentiel. Ce mouvement est remarquable par sa durée et sa persistance, en dépit de la force de la répression : des centaines de morts et des milliers d'arrestations.
Ce mouvement de contestation est une vaste révolte, composée de différents types d'actions : manifestations mais aussi protestations à l'occasion des funérailles des personnes tuées par le régime, sit-in dans des universités, grèves, actes symboliques de la part de sportifs, d'actrices, de citoyennes et citoyens, activisme sur les réseaux sociaux. Le slogan Femme, Vie, Liberté est associé à ces manifestations.

## Chronologie

### Arrestation et mort de Mahsa Amini
Les manifestations se déclenchent à la suite de la mort de Mahsa Amini, jeune femme originaire du Kurdistan iranien, en voyage à Téhéran pour rendre visite à sa famille. Elle est arrêtée le 13 septembre 2022 par la police des mœurs pour « port de vêtements inappropriés » alors qu'elle était avec son frère à l'entrée d'une station de métro,.
Alors que la police indique à son frère qu'elle serait emmenée au centre de détention pour suivre un "cours d'information" et libérée une heure plus tard, la jeune femme est emmenée puis elle est hospitalisée à l'hôpital Kasra de Téhéran où elle est arrivée en ambulance,. Plusieurs témoins des évènements accusent la police d'avoir violemment battu la jeune femme, entraînant sa mort. Ces accusations, auxquelles viennent s'ajouter la fuite de photos et de radios du crâne prises lors de son séjour à l'hôpital, amènent une partie de la population iranienne à conclure que Mahsa Amini est victime d'une hémorragie intracérébrale causée par des violences policières. Elle reste deux jours dans le coma, période pendant laquelle se produit une première manifestation contre la police de la moralité et la loi sur le hijab, avant de décéder le 16 septembre, dans l'unité de soins intensifs. À la suite de sa mort, des manifestations sont organisées pendant plusieurs jours, et coordonnées sur les réseaux sociaux, en utilisant notamment le hashtag #mahsa_amini ou مهسا امینی# en persan.
Mahsa Amini est enterrée le 17 septembre à Saqqez, sa ville natale, qui est alors le théâtre de rassemblements. Un autre rassemblement a lieu à Sanandadj, la capitale de la province iranienne du Kurdistan.

### Manifestations

#### Septembre 2022
Des manifestations sont organisées à Sanandadj le 18 septembre, où plusieurs femmes enlèvent leur hijab en signe de protestation, ainsi que dans la capitale où des étudiants de l'université de Téhéran défilent pancartes à la main, scandant notamment « Femme ! Vie ! Liberté ! », inspiré du slogan féministe kurde Jin, Jiyan, Azadî.
C'est l'ensemble du régime d'apartheid sexuel que dénonce le slogan repris dans de nombreuses villes d'Iran. Aussi, derrière ces rassemblements, la revendication est nette : il s'agit de réclamer la fin de la République islamique. Les manifestantes s'opposent ainsi à un régime qui, depuis ses débuts, a fait du voile, qu'elles enlèvent désormais, son symbole.
Le 19 septembre, l'accès à Internet mobile est coupé dans le centre de Téhéran. Selon des vidéos diffusées sur les réseaux sociaux, les manifestations se poursuivent dans le centre-ville de Téhéran, la ville septentrionale de Rasht, la ville centrale d'Ispahan, ainsi que sur le territoire kurde occidental. Les manifestants scandent notamment « Mort au dictateur ». Le même jour, trois manifestants sont tués par les forces de sécurité dans la province du Kurdistan, et un homme de 23 ans nommé Farjad Darvishi est aussi tué par la police alors qu'il manifestait dans la ville de Waliasr à Urmia.
Le 20 septembre, des vidéos publiées sur les réseaux sociaux et recensés par Voice of America montrent des manifestations antigouvernementales dans au moins 16 des 31 provinces iraniennes, dont « Alborz, l'Azerbaïdjan oriental, le Fars, Gilan, le Golestan, Hormozgan, Ilam, Ispahan, Kerman, Kermanshah, le Kurdistan, Mazandaran, Qazvin, Razavi Khorasan, Téhéran et l'Azerbaïdjan occidental ». Le même jour, les médias d'État iraniens rapportent la mort d'un assistant de police parmi les manifestants dans la ville méridionale de Chiraz. Des femmes sont filmées en train de retirer leur hijab et de couper leur queue de cheval lors de manifestations. Certains témoins interrogés qualifient les rassemblements de la journée de "manifestations éclairs" lesquelles cherchaient à se former puis à se disperser rapidement avant que les forces de sécurité ne puissent intervenir. Dans plusieurs villes comme Rasht, Téhéran ou Karaj les forces de sécurité utilisent des ambulances pour leur déploiement et pour transporter les manifestants arrêtés.
Au soir du 21 septembre, le raccordement par internet de l'Iran au reste du monde est très fortement perturbé, empêchant l'usage de sites comme WhatsApp et Instagram, qui permettent aux manifestants de se coordonner,,. Au 21 septembre, au moins huit manifestants avaient été tués,. Lors de la manifestation à Téhéran, Nika Shahkarami, âgée de 17 ans, disparaît. Sa famille la cherche dans les différents centres de détention pendant plusieurs jours. Contactée le 28 septembre par les autorités, elle apprend la mort de la jeune femme. Les autorités parlent d'une chute, ce que la famille n'accepte pas.
Dans la journée du 22, deux journalistes travaillant pour la presse locale, Niloufar Hamedi et Yalta Moayeri, ainsi qu'un militant réformateur, Mohammad-Réza Jalaïpour, sont arrêtés par la police,. La journaliste Elaheh Mohammadi, qui avait publié une interview du père de Mahsa Amini dans laquelle il réaffirmait que la police iranienne est responsable de la mort de sa fille, a également subi une perquisition et vu ses pièces d'identité et son matériel confisqués. Dans le même temps et malgré le prolongement du blocage d'Internet dans le pays, les manifestations continuent, notamment à Téhéran, où sont incendiés plusieurs commissariats et voitures de police mais aussi dans un plus grand nombre de villes de taille moyenne et petite dans la plupart des 31 provinces d'Iran. Toujours le 22, le nombre des morts parmi les manifestants atteint 22 personnes.
Le 23, les manifestations se poursuivent dans l'ensemble du pays. Certains médias rapportent au moins 30 personnes tuées parmi les manifestants et il est confirmé que la police tire à balles réelles. Des contremanifestations sont aussi organisées par le régime.
Le 24 septembre, d'importantes manifestations dans la ville d'Ochnavieh se poursuivent, ainsi qu'à Chiraz et à Téhéran, notamment devant l'université de Téhéran. Le même jour, dans la province de Gilan, la police et les gardiens de la révolution iraniens arrêtent 739 personnes, dont au moins 60 femmes. 88 armes à feu sont trouvées et confisquées dans la province du Khuzestan. Les gardiens de la révolution procèdent à plusieurs arrestations à Kerman. Le New York Times rapporte que les forces de sécurité « ouvrent le feu sur la foule » dans plusieurs villes et déclare : « Les vidéos mises en ligne et l'ampleur de la réponse des autorités sont difficiles à vérifier de manière indépendante, mais les vidéos et les photographies envoyées par des témoins connus au New York Times étaient globalement conformes aux images largement diffusées en ligne. » Le Comité pour la protection des journalistes signale qu'au moins onze journalistes ont été arrêtés, dont Niloofar Hamedi, la journaliste qui avait à l'origine révélé l'histoire de Mahsa Amini. En juin 2023, alors qu'elle est toujours en prison, elle reçoit, conjointement avec Elaheh Mohammadi, le prix Golden Pen of freedom (« Plume d'or de la liberté »),.
Le 26 septembre, le bilan du nombre de morts passe à près de 76 personnes selon l'ONG Iran Human Rights, alors que le bilan officiel fait état de 41 morts. Dans le même temps, les manifestations se poursuivent dans 30 des 31 provinces du pays, et le mouvement s'étend à plusieurs universités, qui décident d'arrêter les cours en exigeant la libération des étudiants arrêtés.
Le 27 septembre, les affrontements entre la police et les manifestants se poursuivent dans plusieurs villes. Ravina Shamdasani, porte-parole du Haut-Commissariat des Nations unies aux droits de l'homme, exhorte les dirigeants religieux iraniens à « respecter pleinement les droits à la liberté d'opinion, d'expression, de réunion pacifique et d'association ». Ravina Shamdasani ajoute que des rapports précisent que « des centaines de personnes ont également été arrêtées, dont des défenseurs des droits humains, des avocats, des militants de la société civile et au moins 18 journalistes ». Le Conseil d'organisation des travailleurs contractuels du pétrole avertit le gouvernement que si la répression contre les manifestants se poursuit, il appellerait à la grève, une décision qui pourrait paralyser un secteur majeur de l'économie iranienne. L'ONG Iran Human Rights confirme que les forces de sécurité tirent à balles réelles sur les manifestants. Dans le même temps, l'Iran rapporte l'arrestation de Faezeh Hachemi Rafsandjani, la fille d'Akbar Hachemi Rafsandjani, président de 1989 à 1997.
Le 28 septembre, Elaheh Mohammadi, journaliste qui avait couvert la mort et l'enterrement de Mahsa Amini, est arrêtée. La poétesse Mona Boroui est également arrêtée pour avoir publié un poème sur la mort de Mahsa Amini. La police anti-émeute est déployée sur les places principales de Téhéran visant à empêcher les manifestants de scander des slogans anti-régimes.
Le 29 septembre, le footballeur Hossein Mahini, ancien membre de l'équipe nationale, a été arrêté pour avoir diffusé sur son compte Twitter le hashtag Mahsa Amini. Ses coéquipiers de la Team Melli' ignorent où il est détenu. Plusieurs joueurs, pour montrer leur solidarité avec les manifestants, arborent pendant l'hymne national une parka noire lors du match qui les oppose au Sénégal, qui s'est joué à huis clos en Autriche le 27 septembre 2022.
Le 30 septembre, une nouvelle vague d'arrestations est déclenchée par le gouvernement iranien. Dans la ville de Zahedan, après le viol d'une adolescente par un commandant de police, une émeute a lieu et des militaires tirent sur les habitants avant la fin de la prière du vendredi, faisant plusieurs morts. Il est nommé le « vendredi sanglant », débute un mouvement de manifestation qui se déroule chaque vendredi, et déclenche un élan de solidarité national pour les différentes ethnies composant le pays. Le décompte des morts atteint au moins 83 victimes. Le chanteur iranien Shervin Hajipour, qui avait publié sur Instagram une chanson de soutien au mouvement et ayant cumulé plus de 20 millions de vues en deux jours, est arrêté,. Le président Ebrahim Raïssi, dans une intervention télévisée, poursuit la stratégie d'absence totale d'ouverture envers les manifestants, qualifiant le mouvement de tentative par les gouvernements occidentaux de déstabiliser la République islamique. Le régime iranien indique avoir arrêté 9 ressortissants européens, dont au moins un Français, et les accuse d'avoir participé au mouvement de protestation.

#### Octobre 2022
Les manifestations se poursuivent le samedi 1er octobre.
Le décompte des manifestants tués, réalisé par l'association Iran Human Rights basée à New York, atteint au moins 92 personnes entre le 16 septembre et le 2 octobre, tandis que les forces de l'ordre affrontent violemment les étudiants de l'université de technologie de Sharif à Téhéran et que des universités à Yazd, Tabriz, Birjand, Ouroumieh, Kermanchah, Sanandadj, Chiraz et Machhad prennent aussi part au mouvement,. Plus de 25 reporters et journalistes ont été arrêtés au cours des deux premières semaines de manifestation, selon Iran Human Rights.
À l'université de technologie de Sharif, un établissement prestigieux de Téhéran, dans la nuit du 2 au 3 octobre, les bassidjis, force paramilitaire des Gardiens de la révolution, en civil, encerclent l'université, tirent au flashball et à balles réelles sur les manifestants et les poursuivent à moto jusque dans les parkings. Les étudiants interpellés sont placés en détention. Les étudiants d'autres universités se mettent en grève pour demander leur libération,.
Le guide de la révolution Ali Khamenei prend la parole le 3 octobre et reste ferme envers les manifestants et leurs revendications, en liant le mouvement avec les pays perçus comme adversaires du régime iranien. Il affirme notamment : « ces émeutes et l’insécurité sont l'œuvre des États-Unis, du régime sioniste, de leurs mercenaires et de certains Iraniens traîtres à l’étranger qui les ont aidés. ». Le ministère du Renseignement annonce l'arrestation de plusieurs manifestants qui seraient d'origine française, polonaise, hollandaise, italienne et allemande.
Le 4 octobre, à l'université Ferdowsi de Machhad, les étudiants scandent le slogan « un référendum (sur le régime actuel), c'est ce que nous voulons ». Le même jour, le chanteur Shervin Hajipour, auteur de Baraye…, une chanson soutenant les manifestations, devenue virale, est libéré sous caution et réduit au silence par la justice de la république islamique d'Iran. Le chanteur continue de faire l'objet d'une procédure judiciaire. Hymne non officiel de la contestation, sa chanson qui, en quelques jours, avait été écoutée des millions de fois n'est plus visible sur le compte Instagram du chanteur. L'agence Tasnim a diffusé sur Telegram un vidéoclip où des images montées avec la chanson de Shervin Hajipour vantent les réalisations de la république islamique d'Iran.
Le lendemain 5 octobre, les forces de sécurité se déploient dans des universités de plusieurs villes, intensifiant leurs efforts pour réprimer plus de deux semaines de manifestations, notamment dans les villes de Ourmia, Tabriz, Rasht et Téhéran. Les universités avaient été au centre des manifestations les jours précédents. Le mouvement s'étend aussi aux lycées, et des vidéos partagées sur les réseaux sociaux mercredi montrent des lycéennes de Téhéran enlevant leur foulard et scandant « Mort à Khamenei ».
Le 6 octobre, la télévision nationale diffuse ce qu'elle présente comme des « aveux » de Cécile Kohler et son compagnon Jacques Paris, deux ressortissants français arrêtés en mai 2022. Dans l'intervention, la Française déclare être en Iran « pour préparer les conditions de la révolution et du renversement du régime iranien ». Cette diffusion est immédiatement dénoncée comme une « mascarade » par le ministère français des Affaires étrangères.
Le 9 octobre, le journal télévisé de la chaîne d'information en continu IRINN est piraté tandis qu'il diffuse une séquence où Ali Khamenei parle. Pendant quelques secondes, le programme s'interrompt et laisse place à un écran noir sur lequel s'inscrit une image d'Ali Khamenei entouré de flammes et avec une cible rouge pointée sur la tête. En lettres rouges, on peut lire sous cette image et au-dessus des portraits de quatre jeunes femmes tuées par les autorités « le sang de nos jeunes dégoulinent de tes mains ». Un autre message indique : « Rejoignez-nous ! Rebellez-vous ! » Sur Twitter, le groupe de pirates Edalat-e Ali (« La justice d'Ali ») revendique cette action et encourage la diffusion de la séquence. L'agence de presse Tasnim, favorable au régime, publie le lendemain un communiqué confirmant le piratage de la télévision publique « pendant quelques instants »,.
Le même jour, une grève du personnel pétrochimique est mise en place à Asalouyeh au sud-est de l'Iran, ainsi que dans d'autres villes et, à Racht, la prison Lakan est incendiée. Lors de cet incendie, 10 prisonniers meurent par balles.
Le 12 octobre, la justice iranienne met en examen 125 personnes en lien avec ces manifestations ayant eu lieu à Téhéran et dans la province de Hormozgan.
Au nord de Téhéran, dans la nuit du 15 au 16 octobre, la prison d'Evin est incendiée. La veille, des slogans contre Ali Khamenei et le régime avaient été scandés par des prisonniers. Dans la nuit du 15 octobre, des gaz lacrymogènes sont envoyés par les forces spéciales des Gardiens de la révolution contre les prisonniers. Des vidéos postées sur les réseaux sociaux montrent de hauts panaches de fumée et font entendre des tirs d’armes à feu ainsi que des bruits d'explosion. À 21 h 50, on entend une explosion et, à 22 h 41, deux fortes détonations. Les autorités iraniennes contestent tout lien entre les nombreuses manifestations qui ont eu lieu depuis un mois, en réponse à la mort de Masha Amini. Le dimanche 16 octobre, elles déclarent que « le calme est revenu dans la prison » et imputent l’origine de l’incendie à « des voyous ». La télévision d'État diffuse des images de la prison pour appuyer son propos. Durant cet événement, 60 prisonniers sont blessés et 4 décèdent selon les autorités iraniennes. La prison d'Evin, qui est surpeuplée après les manifestations survenues à la suite de la mort de Masha Amini, accueille de nombreux prisonniers politiques mais également des étrangers et des binationaux,.
Le 16 octobre, Elnez Rekabi, grimpeuse iranienne, concourt aux championnats d'Asie d'escalade sans porter le hidjab imposé par la république islamique d'Iran, où elle termine quatrième. Deux jours plus tard, elle est portée disparue et un message publié sur son compte Instagram affirme que « [son] foulard était tombé par inadvertance ». BBC Persian rapporte que le passeport et le téléphone portable de la jeune femme ont été saisis et que son vol de retour de Séoul a été déplacé pour partir un jour plus tôt,.
Le 26 octobre, des manifestations ont eu lieu à Saghez, ville dont Mahsa Amini était originaire, après la fin de la période de deuil traditionnelle de 40 jours depuis sa mort. Des manifestations ont également eu lieu en hommage à Nika Shakarami à Khorramabad, ainsi qu'à Mahabad où des incidents ont eu lieu à la suite de l'enterrement d'Ismaïl Mauludi.
Le 29 octobre, dans la province de Bakhtiari, le rappeur Tomaj Salehi qui, dans ses chansons et dans des vidéos publiées sur les réseaux sociaux, a dénoncé la répression et les crimes de la république islamique d'Iran contre les manifestants, est arrêté pour « acte de propagande contre le régime » selon les termes des autorités iraniennes.
Le même jour, un autre rappeur, Saman Yasin, âgé de 27 ans et originaire de Kermanshah, est condamné à mort par la 15e chambre de la Cour révolutionnaire islamique par le juge Abolqasem Salavati pour avoir fait « la guerre contre Dieu » et avoir apporté son soutien aux manifestations. Il avait été arrêté le 2 octobre puis détenu à la prison de Fashafouyeh avant d'être transféré à la prison d'Evin.

#### Novembre 2022

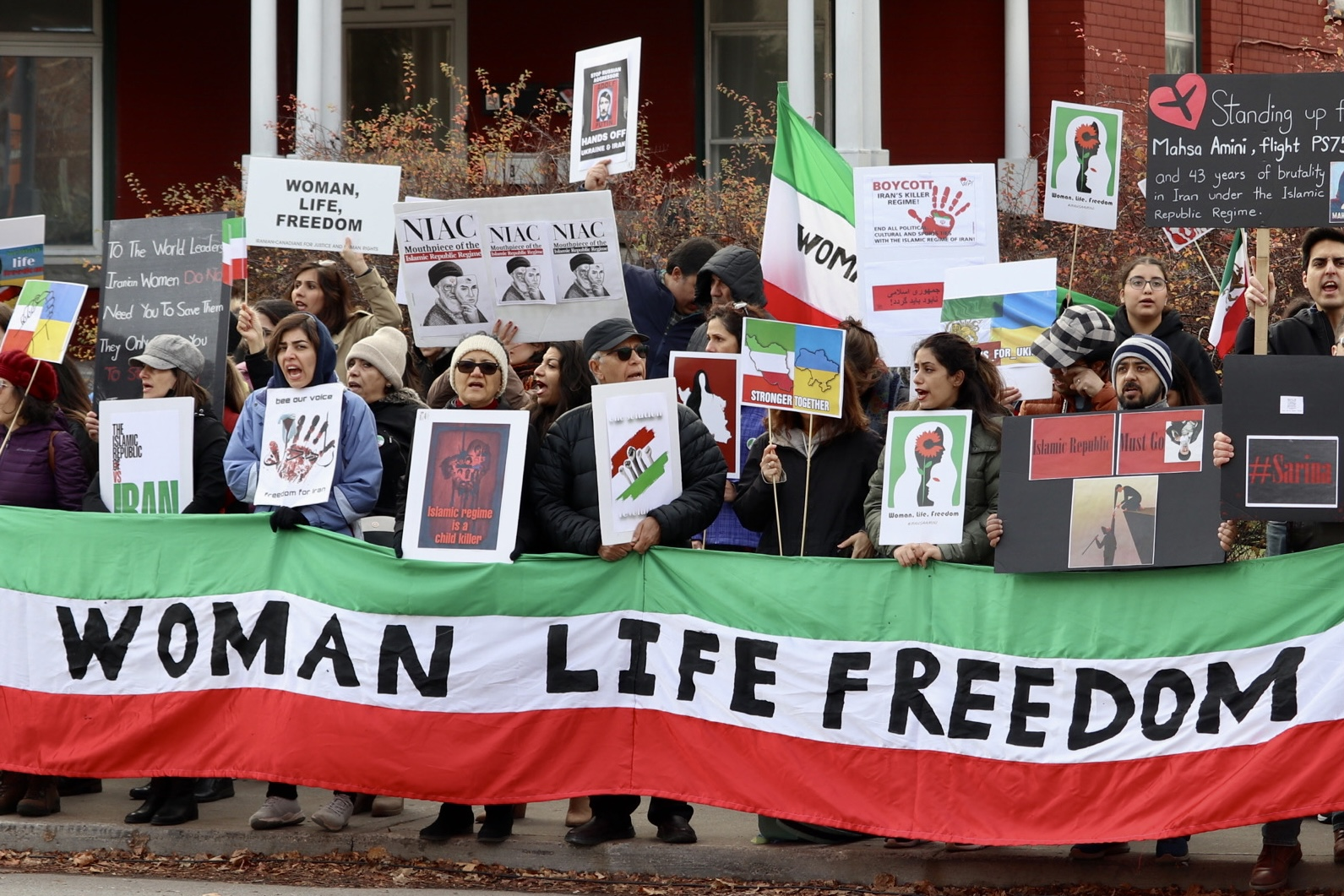
Manifestation à Ottawa (Canada) en novembre 2022.

Les manifestations se poursuivent au cours du mois de novembre. Elles prennent la forme de rassemblements spontanés et éclairs, dans la mesure où toute réunion de ce type est strictement interdite et que la répression menée par la police, le Basij et des hommes en civil y est particulièrement violente. Les tactiques de répression utilisées sont variées, comme le rapporte un témoin à Mediapart : arrestations, tirs de grenades lacrymogènes, tirs à balles réelles depuis une voiture, exécutions sur place. Ces manifestations dans l'espace public font retentir des slogans comme « Marg bar dictator ! », un slogan utilisé durant la révolution de 1979 contre Mohammad Reza Pahlavi et qui est désormais adressé à Ali Khamenei.
De même, les actes symboliques de défiance vis-à-vis des autorités religieuses, qui est de retirer et laisser tomber le turban des mollahs, continuent au début du mois de novembre. Ces gestes, filmés à de nombreuses reprises, ont commencé à se diffuser sur les réseaux sociaux à partir de la dernière quinzaine du mois d'octobre,. Cela est surtout réalisé par des jeunes,.
Le 3 novembre, lors du 40e jour de deuil à la suite de la mort d'Hadis Najafi, un rassemblement a lieu près de Téhéran, à Karaj où une personne est tuée par les forces de l'ordre. À Sanandaj, Momen Zandkarimi, âgé de 18 ans, meurt également sous le feu des forces de l'ordre iraniennes.
Le 9 novembre, Taraneh Alidousti poste sur les réseaux sociaux une photo où elle apparaît sans voile et tenant une pancarte sur laquelle est écrit en kurde « femme, vie, liberté », en soutien aux manifestations. Elle promet de rester dans son pays malgré le risque de « payer le prix » pour défendre ses droits. Elle annonce son intention d'arrêter de travailler pour soutenir les familles des personnes tuées ou arrêtées lors de la répression,,.
Le 12 novembre, l'ONG Iran Human Rights, basée à Oslo, annonce, selon un nouveau bilan, la mort de 326 personnes, dont 43 enfants et 25 femmes.
Le 13 novembre, un tribunal condamne pour la première fois à mort un participant de ces manifestations.
Le 17 novembre, les forces de sécurité iraniennes tuent par balle deux enfants, Kian Pirfalak, 9 ans et Sepehr Maghsoudi, 14 ans. Le premier est abattu alors qu'il rentrait en voiture à son domicile avec son père. Ce nouvel assassinat provoque de nombreuses réactions sur les réseaux sociaux et dans les médias,.
À Genève, le 24 novembre, l'Islande et l'Allemagne présentent un projet de mission aux 47 États membres du Conseil des droits de l'homme de l'ONU pour l'ouverture d'une enquête internationale sur « la violation présumée des droits de l'homme liée aux manifestations qui ont commencé le 16 septembre 2022 ». La mission est votée par les États membres à une large majorité.

#### Décembre 2022
Le procureur général de l’Iran, Mohammad Jafar Montazeri, annonce l'abolition de la Police de la moralité le 4 décembre 2022. L'annonce est rapidement démentie par la télévision d’État, qui affirme que ce pouvoir appartient au ministre de l'intérieur et non au procureur général.
Le 8 décembre, Mohsen Shekari (en) est le premier manifestant exécuté après avoir été condamné le 1er novembre pour l'agression d'un membre de la milice Basij,, suivi le 12 décembre par Majidreza Rahnavard (en), accusé d'« assassinat à l’arme blanche de deux agents de sécurité » et d'avoir « blessé quatre autres [agents] ».
Mi-décembre, 34 journalistes sont emprisonnés depuis le début des événements.
Le 17 décembre, Taraneh Alidousti est arrêtée après non respect du code vestimentaire et pour son soutien aux manifestations. Le même jour, Mohammad Ali Kamfirouzi, avocat des deux journalistes ayant couvert le décès de Mahsa Amini, est également arrêté.

#### Janvier 2023
Le 7 janvier, deux nouvelles pendaisons en lien avec les manifestations ont lieu : Mohammad Mahdi Karami, 22 ans, et Seyed Mohammad Hosseini, 39 ans, étaient accusés d'avoir tué un paramilitaire lors de manifestations déclenchées par la mort de Mahsa Amini,. Mohammad Mehdi Karami était en grève de la faim depuis trois jours pour protester contre sa détention au moment de son exécution. Selon son avocat, Seyyed Mohammad Hosseini a été torturé pendant ses interrogatoires.
Le 9 janvier, Mohammad Boroughani, 19 ans, et Mohammad Ghobadlou, 22 ans, sont placés en cellule individuelle, ce qui présage d'une exécution imminente. Une foule de manifestants se réunit ce jour-même devant la prison de Rajaie-Shahr, à Karadj, pour tenter d’empêcher leur pendaison. Mohammad Ghobadlou est finalement exécuté un an plus tard le 23 janvier 2024.
Le 14 janvier, l'Iran annonce avoir pendu Ali Reza Akbari, un Irano-Britannique accusé d’espionnage. Celui-ci travaillait pour le Ministère de l'Intérieur iranien.
Durant les 4 premiers mois de révolte, 522 personnes sont tuées, dont 44 enfants.

#### Février-mars 2023
Une recrudescences des cas d'intoxications ou empoisonnements collectifs survenus dans des écoles de filles est rapportée. En l'espace de 3 mois, plusieurs centaines de jeunes filles sont intoxiquées. Le 1er mars, le nombre d'empoisonnements se multiplie, au moins 26 écoles sont touchées dans la journée, et une élève décède. Le régime affirme qu'il s'agit d'opposants à la scolarisation des filles, tandis que l'opposition fait le lien avec la participation de jeunes femmes et d'écolières aux manifestations,. Jusqu'en avril 2023, 230 jeunes filles sont victimes de ces attaques. Le 8 mars 2023, cinq jeunes filles provoquent le régime en postant une vidéo sur TikTok où elles participent au Calm Down Danse Challenge. Arrêtées et emprisonnées pendant plusieurs jours, elles sont finalement obligées de présenter des excuses publiques.

#### Avril 2023
Dans un nouveau rapport publié le 4 avril, l'ONG Iran Human Rights dénombre 537 manifestants tués depuis le début des manifestations mi-septembre, dont 48 femmes et 68 enfants. Durant la même période, 309 personnes ont été exécutées avec une augmentation marquée sur la fin de l'année 2022. On passe ainsi de 5 exécutions en septembre à 30 en octobre, puis 57 en novembre et 72 en décembre. Au moins 145 personnes ont été exécutées durant les trois premiers mois de l'année 2023.
Le 8 avril, la police iranienne annonce l'installation de caméras de vidéosurveillance dans les lieux publics et sur les axes de circulation pour repérer les femmes non voilées. L'objectif est de les obliger à respecter la charia en portant des vêtements longs et amples. Le communiqué déclare ainsi que cette décision vise à « empêcher la résistance contre la loi sur le hijab » et appelle les propriétaires d'entreprises à « surveiller sérieusement le respect des normes sociétales par des inspections diligentes ».

#### Mai-juin 2023
Le 1er juin 2023, Iran Human Rights publie un nouveau rapport sur la répression en Iran. Il dénombre 307 exécutions depuis le début de l'année, dont 142 rien qu'au mois de mai. Il s'agit du nombre mensuel le plus élevé depuis 2015. Le nombre d'exécutions marque également une augmentation significative (76%, 174 exécutions) par rapport à la même période en 2022.
La mobilisation continue à Zahedan, dans la province du Sistan et Balouchistan, où une manifestation a lieu chaque vendredi depuis septembre 2022,.

#### Juillet 2023
Le 1er juillet 2023, des opposants iraniens souhaitent manifester à Paris contre le régime iranien. Dans un premier temps, la manifestation a été « interdite par les autorités françaises sur la base de risques de troubles à l'ordre public ». Puis la décision de la préfecture a été annulée par le Tribunal administratif de Paris. La manifestation a pu réunir finalement environ 3 500 personnes selon la préfecture.
La mission d'établissement des faits créée par l'ONU en novembre 2022 afin d'enquêter sur la répression rend compte de ses travaux le 5 juillet. Elle est préoccupée par la situation générale des droits humains en Iran. « Dix mois plus tard, le droit de la famille de Jina Mahsa à la vérité et à la justice n'est toujours pas respecté », observe la présidente de la mission, Sara Hossain. L'État iranien a gracié de nombreux prisonniers. Mais la mission dénonce la pratique des aveux forcés. Et beaucoup d'autres restent détenus, dont au moins 17 journalistes, parmi lesquels Niloofar Hamedi et Elaheh Mohammadi. Au moins 26 exécutions en lien direct avec les manifestations sont dénombrées. La mission continue d'enquêter sur les faits d'empoisonnement d'écolières et sur l'utilisation de technologies de reconnaissance faciale pour identifier les femmes qui ne respectent pas la loi sur le port du hijab.

#### Septembre 2023
Alors que l'anniversaire de la mort de Mahsa Amini approche, les autorités craignent une nouvelle révolte et durcissent les mesures de sécurité. C'est ainsi que le père de Mahsa, qui a annoncé son intention de se rendre sur la tombe de sa fille, est arrêté par la police. Cette brève interpellation intervient dans un contexte où les autorités cherchent à dissuader les proches de victimes de manifester.

#### Octobre 2023
Le 1er octobre, Armita Garawand, une lycéenne originaire d'une région kurde, est, selon diverses ONG, violemment interpellée dans le métro de Téhéran alors qu'elle ne porte pas le voile islamique. Tout juste un an après la mort de Mahsa Amini, les autorités craignent un nouvel embrasement. C'est pourquoi la jeune fille est sous surveillance dans un hôpital militaire, où les journalistes sont empêchés de la photographier. Sa mère confirme la version officielle de l'accident dû à une chute, lors de ce qui ressemble à un témoignage forcé. Les visites de ses proches sont restreintes et leurs téléphones contrôlés pour éviter toute fuite d'information.
Le 22 octobre, un média local annonce que l'adolescente est en état de « mort cérébrale ». Sa mort est confirmée le 28 octobre après un mois de coma. Les réactions des Iraniens à cette nouvelle expriment leur incrédulité à l'égard de la version officielle ; les organisations de défense des droits humains imputent la mort de la jeune fille aux lois sur le hidjab obligatoire,.

### Expressions de solidarité avec les manifestants
Le 24 septembre 2022, des manifestants défilent dans différentes villes du monde telles qu'Erbil, Berlin, Stuttgart, Melbourne et Mexico pour exprimer leur soutien au peuple iranien,,,. Dans une tribune dans Le Monde, des intellectuels et des militants, dont les philosophes Judith Butler, Angela Davis et Jacques Rancière, déplorent « le faible écho rencontré par les féministes occidentales au sein des cercles universitaires ».
Des manifestations de soutien sont organisées, le samedi 1er octobre 2022, dans plusieurs grandes capitales européennes comme Londres, Paris, Rome ou Madrid.
Le dimanche 2 octobre 2022, des manifestations à Paris et dans plusieurs capitales où la diaspora iranienne est importante, comme Toronto ou Los Angeles, rassemblent plusieurs milliers de personnes.
Le 5 octobre 2022, plusieurs actrices françaises, dont Juliette Binoche et Isabelle Huppert, ainsi qu'un membre suédois du Parlement européen se coupent les cheveux publiquement en signe de protestation contre la mort d'Amini, répliquant le geste de plusieurs dizaines d'iraniennes qui ont publié sur les réseaux sociaux des images d'elles-mêmes se coupant les cheveux. Une vidéo qui réunit plus de soixante-dix actrices espagnoles dont Penélope Cruz, Blanca Portillo, Emma Suárez, Carmen Maura et Maribel Verdú se coupant une mèche de cheveux en signe de solidarité pour les manifestantes iraniennes est également publiée au même moment.
À Berlin, le 23 octobre 2022, au moins 80 000 personnes se rassemblent à l'appel lancé par la plateforme Woman, Life, Freedom et l'Association des familles des victimes du vol PS753 et son porte-parole, Hamed Esmaelion. Ce rassemblement autour du rond-point de Grosser Stern est le plus important de l'histoire de la diaspora iranienne en Allemagne.
D'autres manifestations ont lieu, notamment devant le Parlement européen à Strasbourg le 16 janvier 2023, réunissant 12 000 personnes.

### Autres formes de représailles du régime

#### Représailles du régime islamique contre les manifestations démocratiques de la diaspora
En 2023 notamment, le régime islamique menace les Iraniens vivants à l'étranger et exprimant un soutien aux manifestations locales pour une transition démocratique d'arrêter leurs parents vivant sur place (et ayant interdiction de quitter le pays) et de les enfermer à la prison d'Evin, une prison principalement politique connue pour des pratiques de torture.

### Empoisonnements d'écolières attribuées au régime
Des cas d'empoisonnement intentionnel dans des écoles de filles à Qom, à partir de novembre 2022, puis dans de nombreuses villes d'Iran, attribuées au régime iranien, sont signalés. Début mars 2023, elles se multiplient et provoquent une indignation mondiale et une réaction de l'ONU qui demande une enquête,,,,.

### Sanctions
Le 3 octobre 2022, le Canada met en place des sanctions contre 9 structures iraniennes et 25 dirigeants iraniens, principalement des chefs des forces de l'ordre et de l'armée. Le 7 octobre, des sanctions supplémentaires sont prises par le Canada contre près de 10 000 officiers iraniens, leur interdisant l'accès au territoire canadien.
Le 10 octobre 2022, le Royaume-Uni annonce à son tour mettre en place des sanctions contre certaines personnalités du régime iranien et contre la police de la moralité,.
Le 17 octobre 2022, l'Union européenne, dans le cadre de la PESC, émet à son tour des sanctions contre le régime iranien, formellement contre onze personnalités et quatre entités, comme Isa Zarepour, le ministre des technologies, de l’information et des communications ou encore la police de la moralité et son dirigeant Mohammad Rostami Cheshmeh Gachi,.
Un an après la mort de Mahsa Amini, le procureur de Paris enregistre la plainte de six Iraniens et franco-iraniens contre plusieurs hauts dirigeants de la République islamique pour menaces de mort et apologie du terrorisme. La plainte concerne les propos du ministre du Renseignement qui a déclaré : « quiconque joue un rôle dans les émeutes sera puni, où qu'il se trouve dans le monde,. »

## Analyses et portée historique
Ces manifestations pourraient être la première fois dans l'histoire que les femmes sont autant l'origine que le moteur d'une tentative de révolution. Deux cas de comparaison possibles sont évoqués :
- Le politiste Daniel Edelstein évoque le rôle des ouvrières du marché parisiennes qui, lors des journées des 5 et 6 octobre 1789, ont pris d'assaut le château de Versailles pour empêcher Louis XVI de se retourner contre l'Assemblée nationale et d'écraser la Révolution française naissante, mais à la différence que dans ce cas, « les femmes cherchaient à empêcher la contre-révolution, et non à y contribuer » ;
- L'historienne Anne O’Donnell évoque le rôle des femmes de Petrograd lors des émeutes du pain pendant la révolution russe (voir Révolution de Février), qui s'avère central dans l'effondrement de l'empire tsariste : Anne O’Donnell souligne cependant que le mouvement iranien « n'est pas seulement un bouleversement impliquant des femmes, c'est un bouleversement au sujet des femmes et de la liberté des femmes, et cela le rend très spécial »[147].

La mort de Mahsa Amini est également interprétée comme un catalyseur pour celles qui « dénoncent un pouvoir théocratique totalitaire ». Pour Leïla Tauil, les Iraniennes contestent un ordre social basé sur un fondement « patriarcal » et une « sacralisation du voile ». Selon la chargée de cours à l’Université de Genève (Unité d’arabe), « l’activisme islamiste diffuse à grande échelle la thèse du voile obligatoire en se fondant sur un argumentaire d’autorité religieuse pour contrôler le corps des femmes et en même temps les instrumentaliser en tant que porte-étendard de leur idéologie ». L'historien Jonathan Piron y voit « une vraie colère contre les symboles même du régime de la République islamique, que sont notamment la question du port du voile et les instruments de répression et de contrôle ».

### Documentaire
- [vidéo][Production de télévision] « Femme, vie, liberté - Une révolution iranienne » sur Arte, 2023, 53 min, Arte France, Artline Films, Mehdi Karami Films (consulté le 18 août 2024)